# Право на ефикасну правну помоћ
Право на ефикасну правну помоћ је право лица чија су људска права повређена као правно средство. Ова помоћ треба да буде доступна, обавезујућа и способна да приведе починиоце правди, да обезбеди одговарајућу репарацију и спречи даља кршења права те особе. Право на ефикасну правну помоћ гарантује појединцу могућност да тражи правну помоћ од државе директно, а не путем међународног процеса. Практично је средство заштите људских права на државном нивоу и захтева од државе не само заштиту људских права дејуре већ и у пракси за појединачне случајеве. Право на ефикасну правну помоћ је опште признато као људско право у међународним инструментима људских права.
Право на ефикасну правну помоћ је изражено у члану 8. Универзалне декларације о људским правима, члану 2. Међународног пакта о грађанским и политичким правима, члану 13. Европске конвенције о људским правима и члану 47. Повеље Европске уније о темељним правима. У праву Европске уније, право на ефикасну правну помоћ примењује се изван људских права на сва предвиђена правом Европске уније који се спроводи пред судовима држава чланица.

## Тражиоци азила
Право на ефикасну правну помоћ се позива на случајеве тражилаца азила у којима је задржано право да спречи државу да депортује тражиоца азила пре него што одлучи о његовом захтеву, а да након одбијања захтева за азил подносилац има практичну могућност жалбе тако што му се даје довољно времена и приступ правном заступању. Судови нису утврдили да држава треба да обезбеди адвоката, чак и када тражилац азила не може да га приушти под условом да адвокат није неопходан за приступ ефикасној правној помоћи. Судови су утврдили да претерано формалан процес може нарушити право на ефикасну правну помоћ, посебно када није обезбеђен адвокат.

## Мучење
Комисија за људска права Организације уједињених нација је навела да у случајевима тортуре право на ефикасну правну помоћ захтева држава како би истражила наводе о мучењу, затим кривично гоне починиоце, обезбеђују компензацију жртвама и спречавају да се слична кршења поново догоде. Принцип права на ефикасну правну помоћ је изражен у члану 14. Конвенција Уједињених нација против тортуре.